# 1107 T-3
1107 T-3 är en asteroid i huvudbältet som upptäcktes den 17 oktober 1977 av den nederländsk-amerikanske astronomen Tom Gehrels och det nederländska astronomparet Ingrid van Houten-Groeneveld och Cornelis Johannes van Houten vid Palomarobservatoriet.
Asteroiden har en diameter på ungefär 8 kilometer.